# Micrathena crassa
Micrathena crassa là một loài nhện trong họ Araneidae.
Loài này thuộc chi Micrathena. Micrathena crassa được Eugen von Keyserling miêu tả năm 1864.